# Egelpfuhl bei Oberwetz
Das Naturschutzgebiet Egelpfuhl bei Oberwetz liegt auf dem Gebiet der Gemeinde Schöffengrund im Lahn-Dill-Kreis in Hessen. Das 10,75 ha große Gebiet wurde am 19. September 1990 unter der Kennung 1532024 unter Naturschutz gestellt.

## Lage
Der „Egelpfuhl bei Oberwetz“ befindet sich in einem Tal am durchfließenden Dreisbach, welcher in westlicher Fließrichtung nach ungefähr 600 m Entfernung in den Wetzbach mündet. An der Ostseite wird das Naturschutzgebiet von der Landesstraße L 3054 begrenzt und es liegt eingebettet zwischen landwirtschaftlichen Nutzflächen circa 300 m nördlich von Oberwetz entfernt. Das Naturschutzgebiet „Egelpfuhl bei Oberwetz“ ist Bestandteil des europäischen Vogelschutzgebietes „Feldflur bei Hüttenberg und Schöffengrund“ (5417-402).

## Bedeutung
Im Gebiet bestehen zum größten Teil Feuchtwiesen mit frischen bis feuchten und staunassen Böden, auf denen verschiedene Seggenarten und Röhrichte wachsen. Sie wechseln sich mit Hochstaudenfluren und am naturnahen Bachlauf des Dreisbaches mit Weiden- und Erlengebüschen ab.

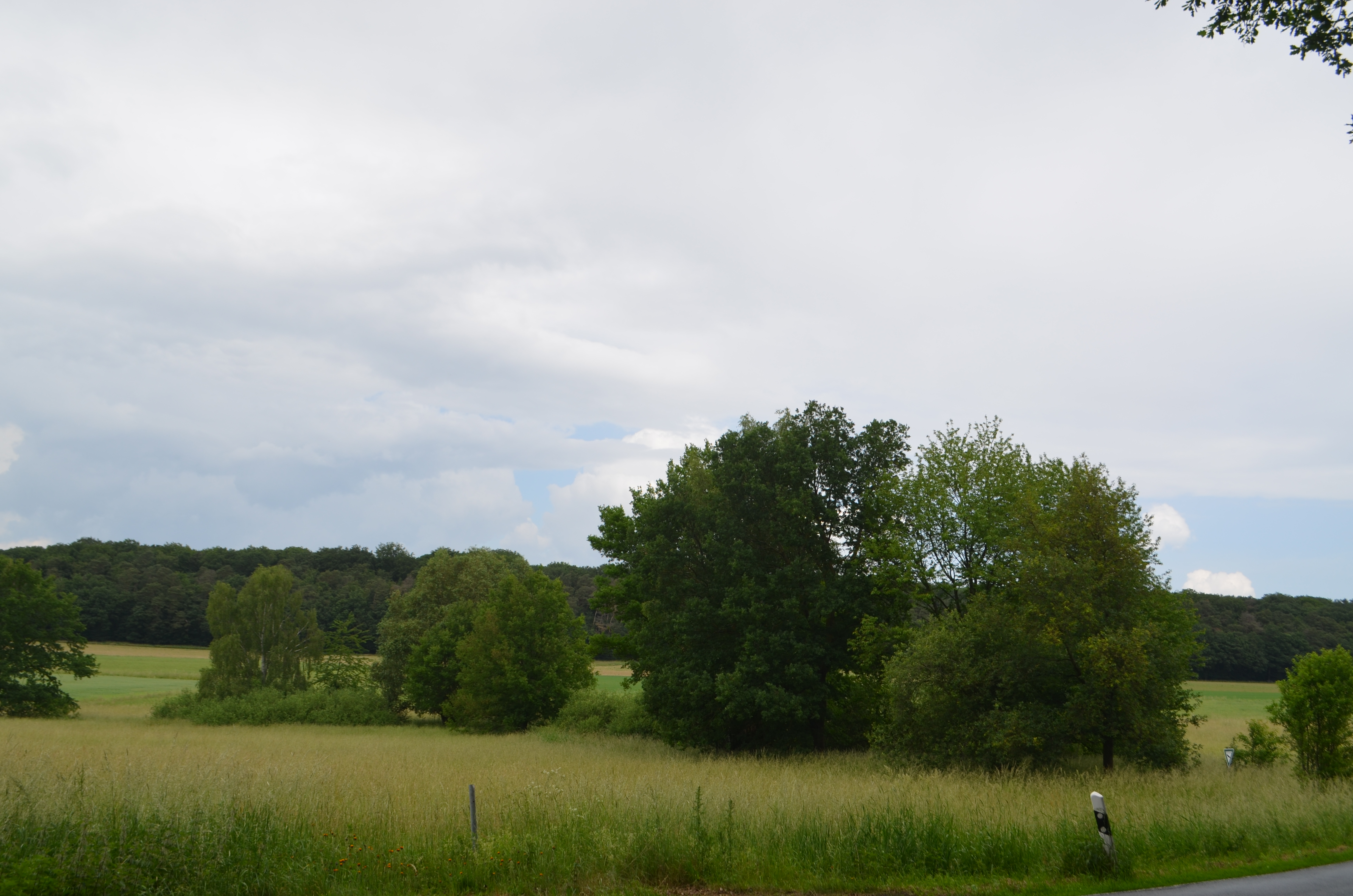
Blick von Osten in das Gebiet
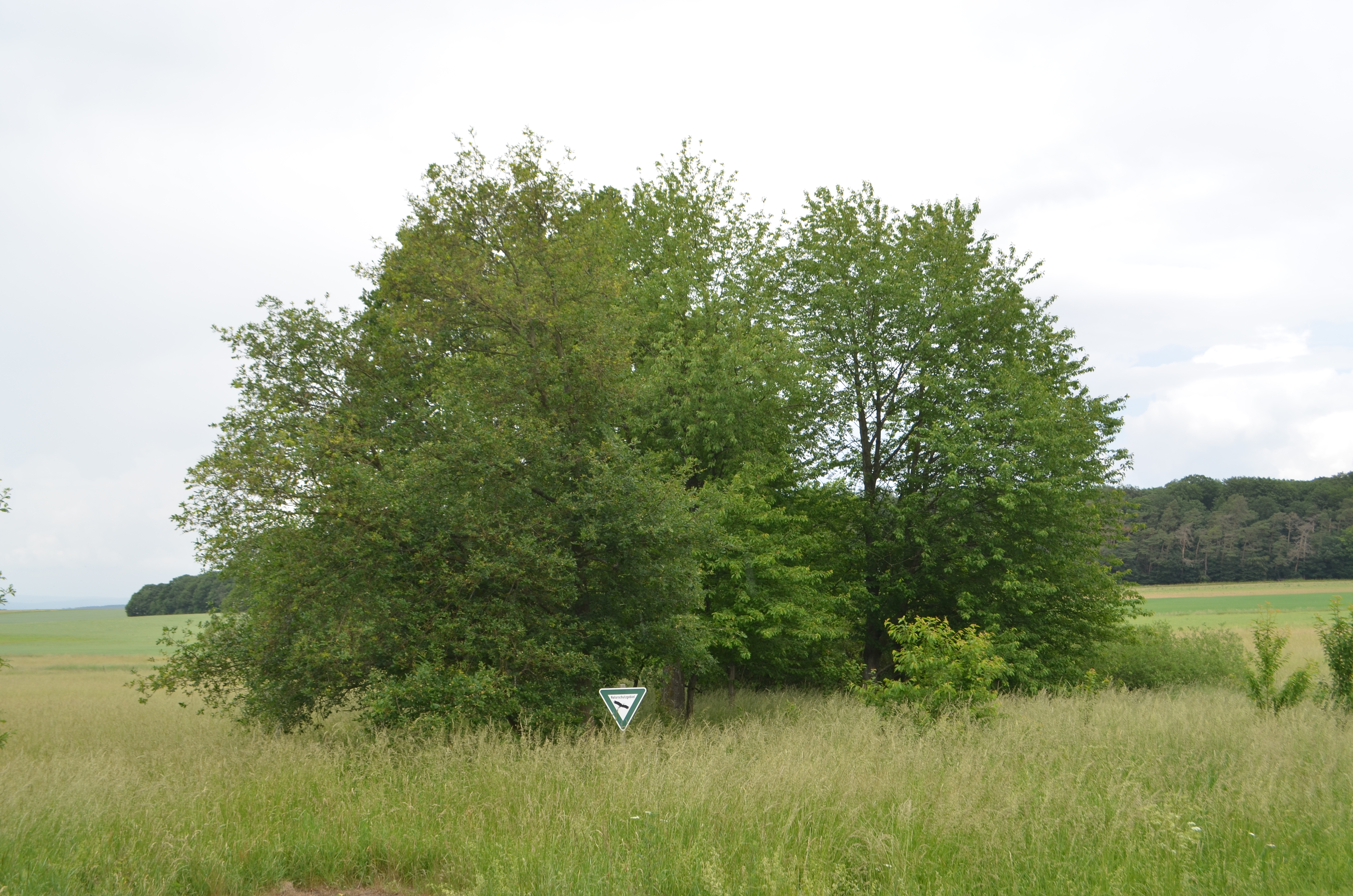
Wiesenflächen im Mai 2018
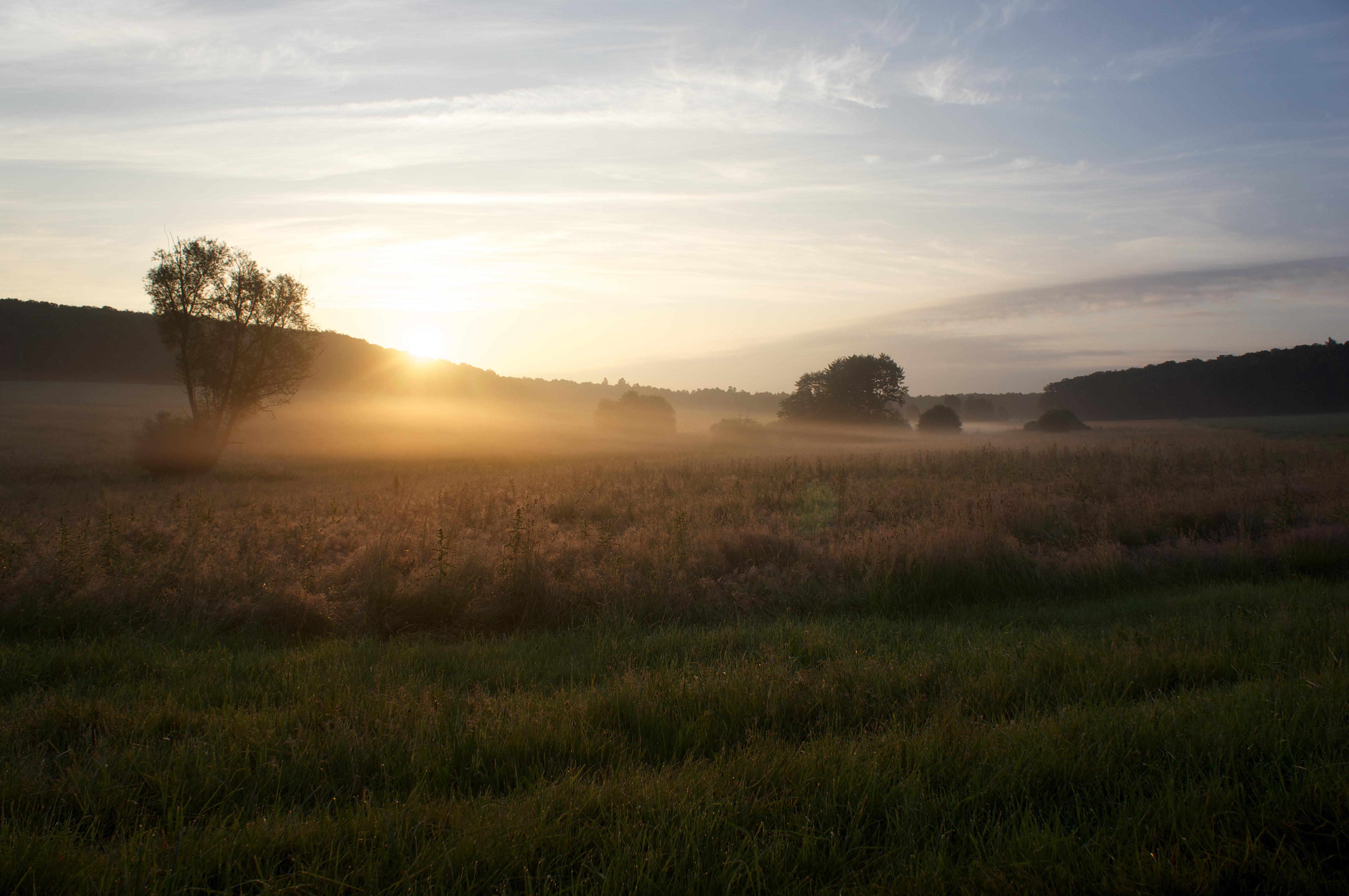
Sonnenaufgang im Juli 2013

## Flora und Fauna
Auf den kleinen mosaikartig vernetzten Wiesenarealen finden viele Wiesenvogelarten die auf diese Feuchtwiesen als Lebensraum angewiesen sind Nahrung. Aus den nahen Wäldern können Vogelarten wie die in der Roten Liste der Brutvögel Deutschlands als stark gefährdet eingestufte Turteltaube (Streptopelia turtur) und in den Sommermonaten der stark gefährdete Dunkle Wiesenknopf-Ameisenbläuling (Phengaris nausithous) beobachtet werden.

### Flora
Im Naturschutzgebiet wurden folgende seltene Pflanzenarten nachgewiesen:
Der Kleine Mäuseschwanz (Myosurus minimus), der Fieberklee (Menyanthes trifoliata), der Gewöhnliche Teufelsabbiss (Succisa pratensis), das Sumpf-Weidenröschen (Epilobium palustre), das Schmalblättrige Wollgras (Eriophorum angustifolium), das Breitblättrige Knabenkraut (Dactylorhiza majalis) und die Schwarzschopf-Segge (Carex appropinquata).

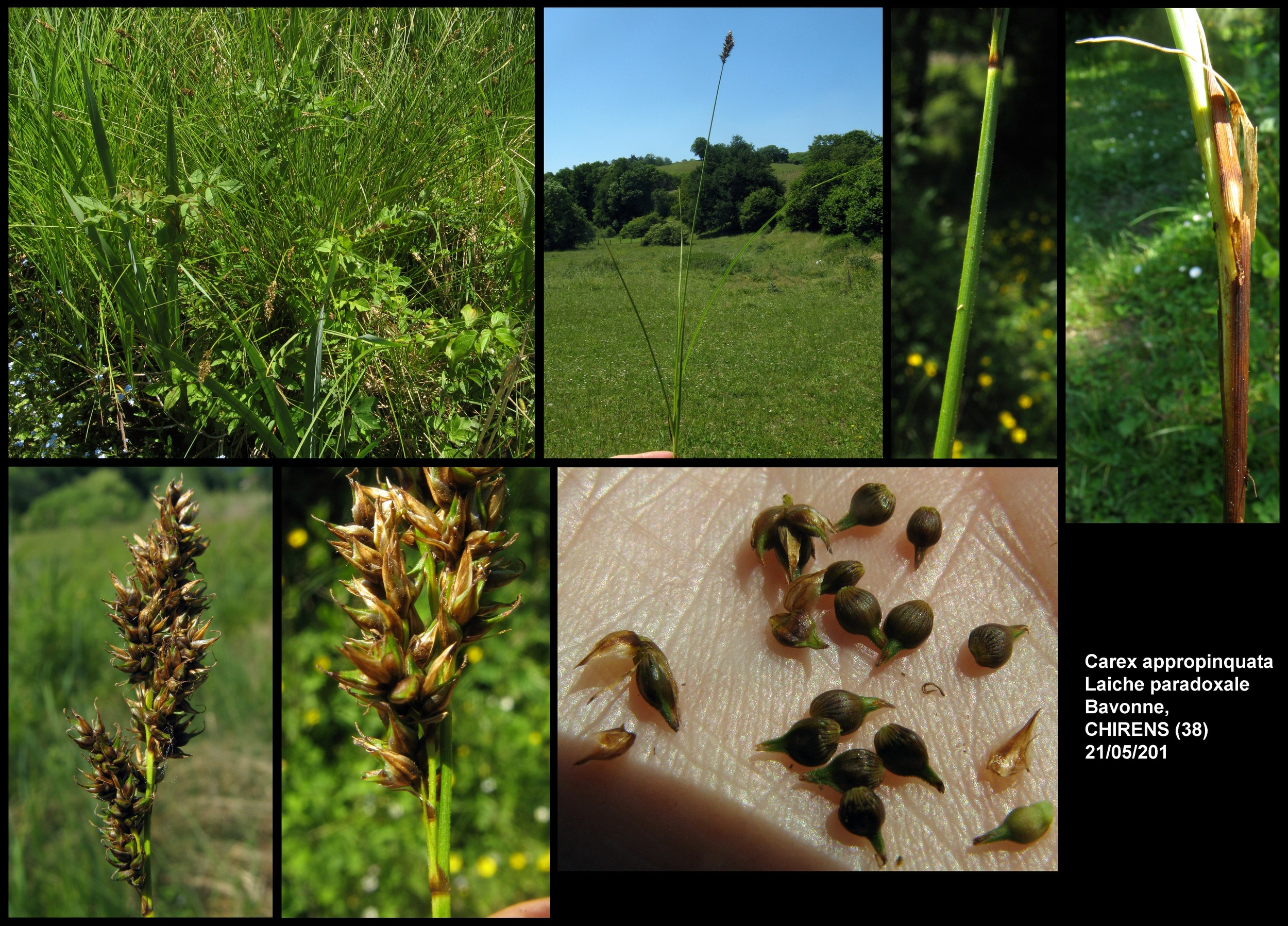
Schwarzschopf-Segge (Beispielfoto)
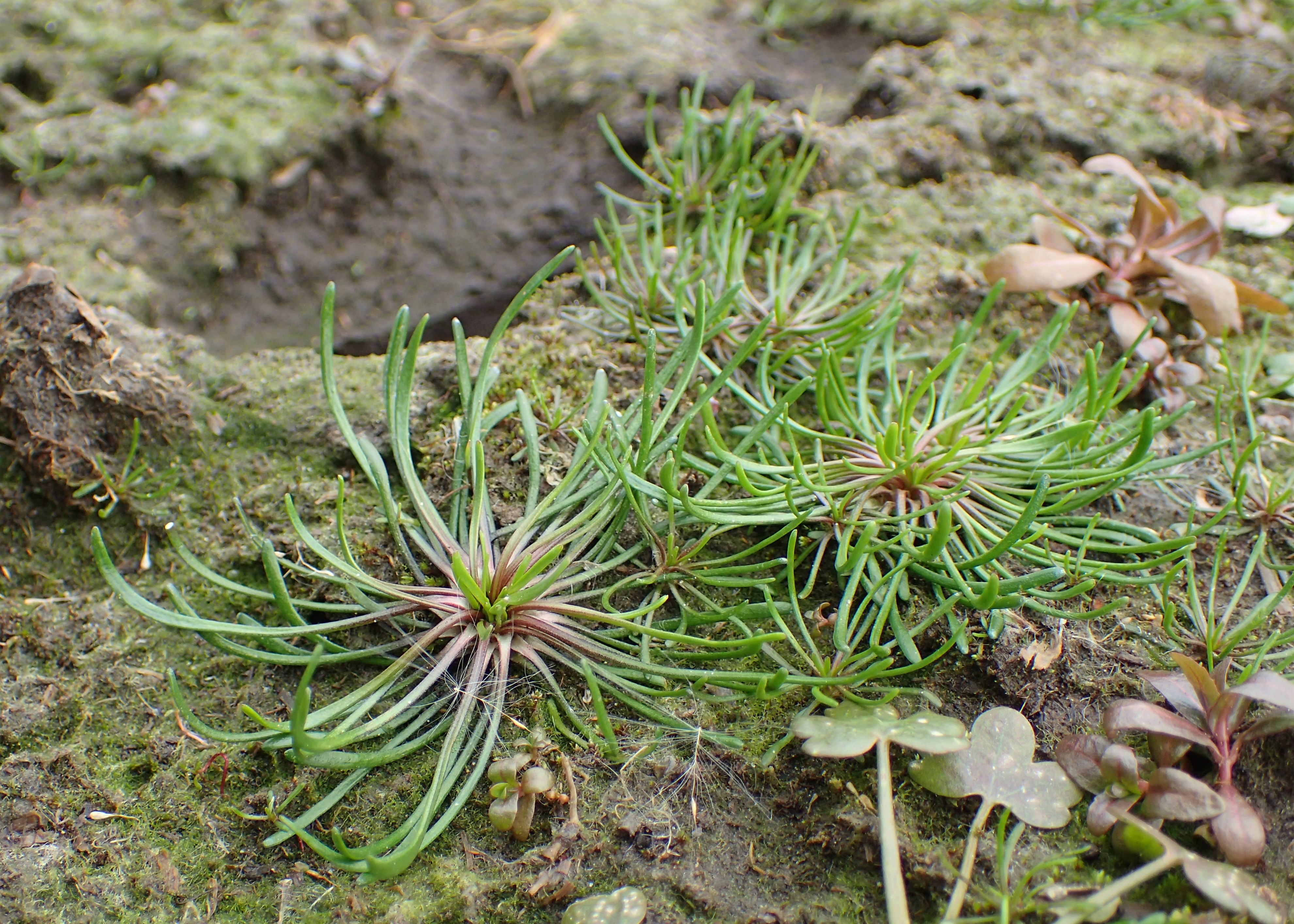
Kleiner Mäuseschwanz (Beispielfoto)
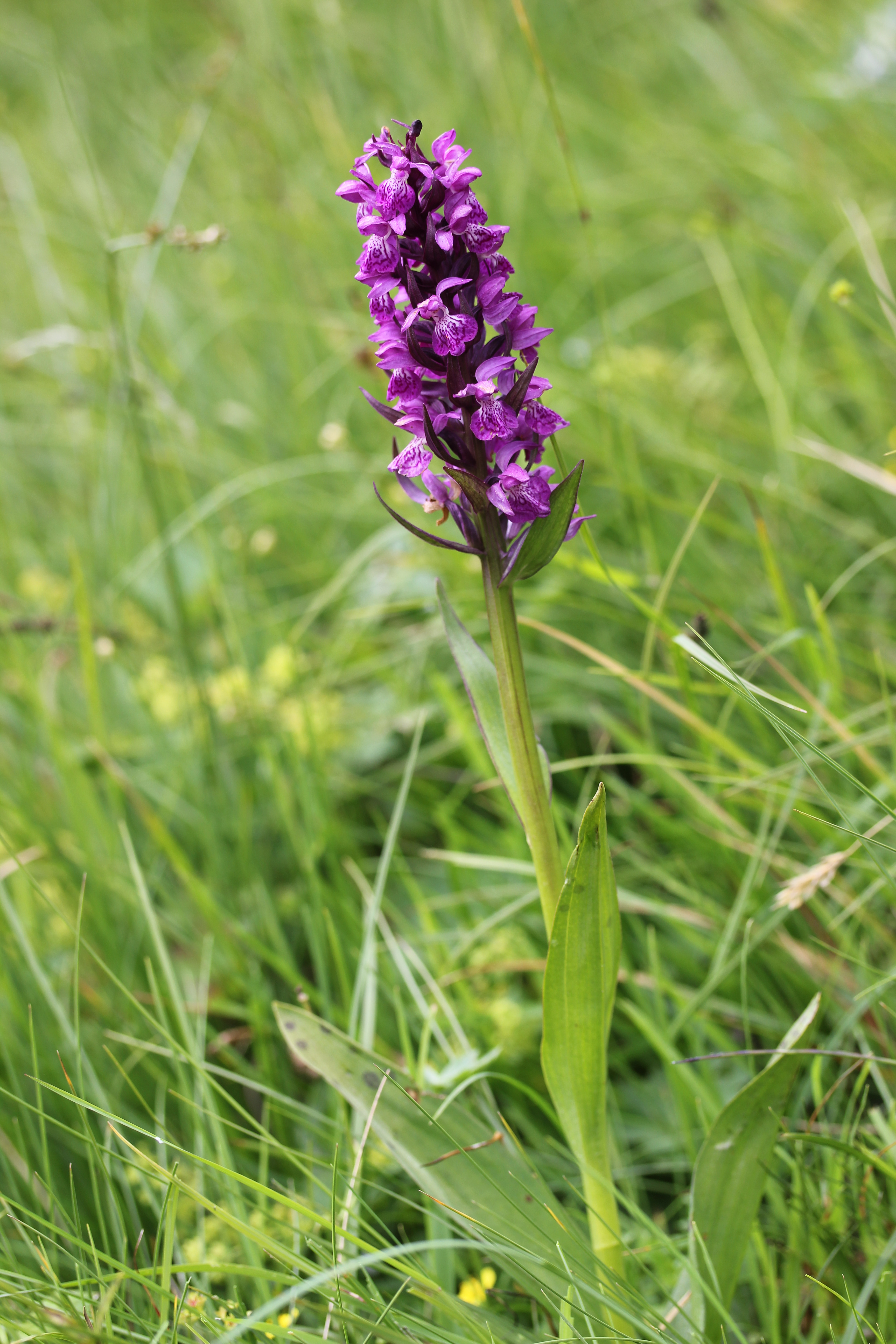
Breitblättriges Knabenkraut (Beispielfoto)

### Fauna
Die folgenden seltenen Tierarten wurden für das Naturschutzgebiet aufgezeichnet:
Der Wiesenpieper (Anthus pratensis), die Bekassine (Gallinago gallinago), der Kiebitz (Vanellus vanellus), der Neuntöter (Lanius collurio), das Rebhuhn (Perdix perdix), der Rotmilan (Milvus milvus), die Schafstelze (Motacilla flava), der Dunkle Wiesenknopf-Ameisenbläuling (Phengaris nausithous), die Turteltaube (Streptopelia turtur), das Braunkehlchen (Saxicola rubetra) und der Feingestreifte Laufkäfer (Carabus monilis).

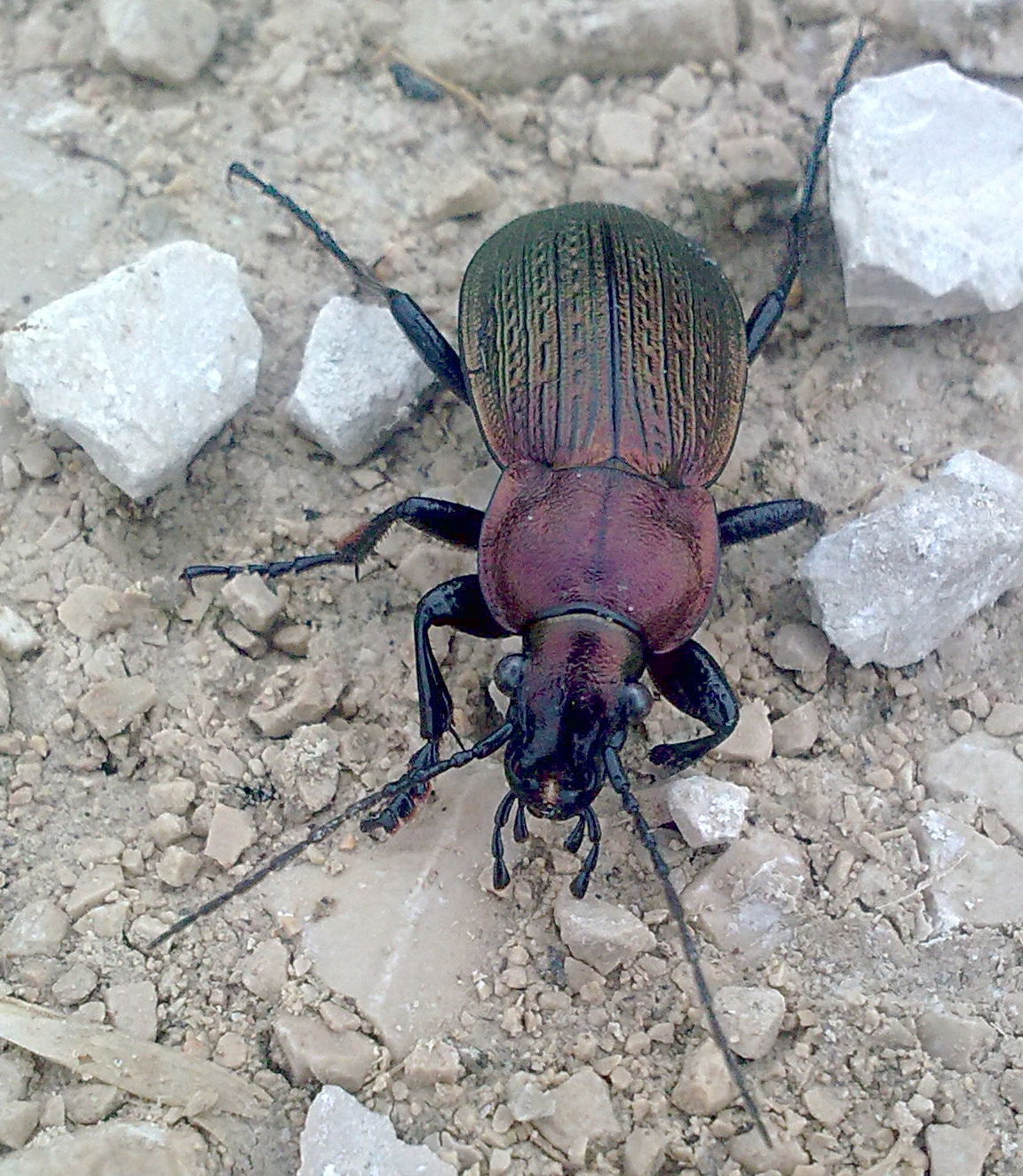
Feingestreifter Laufkäfer (Beispielfoto)
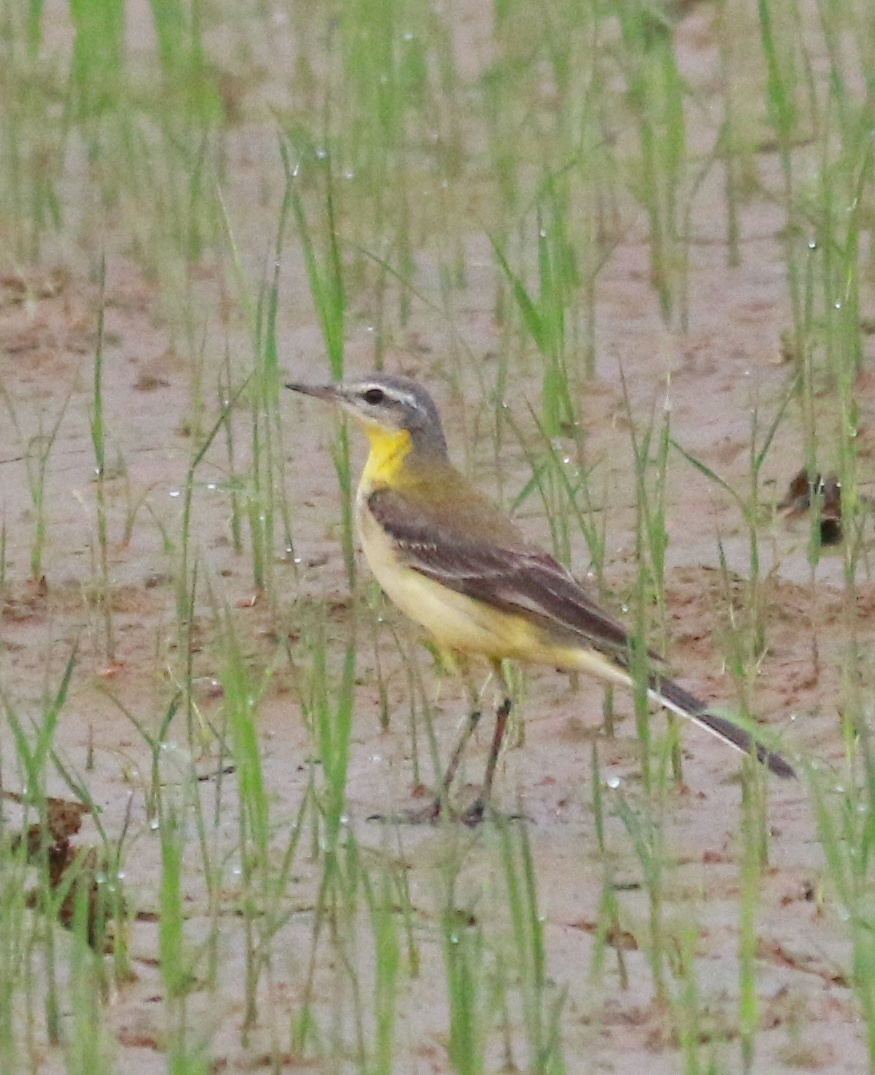
Schafstelze (Beispielfoto)
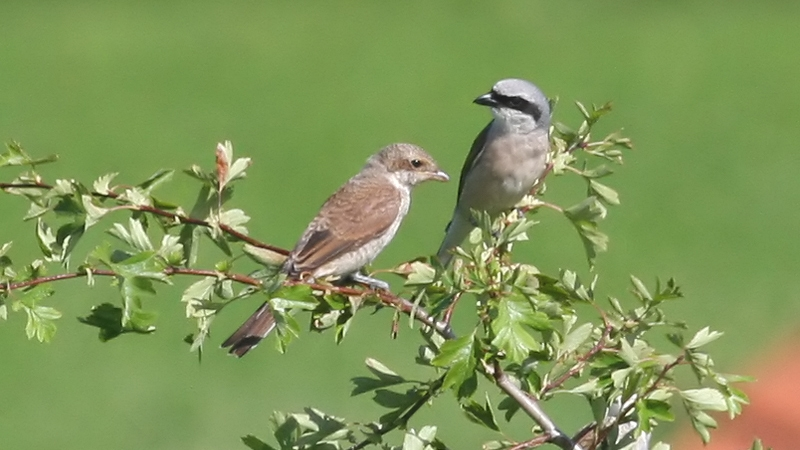
Neuntöter (Beispielfoto)

## Pflegemaßnahmen
Für den Erhalt der Feuchtwiesen wurde eine ein- bis zweischürige Mahd festgelegt und im Kernbereich des Naturschutzgebietes wurde eine einschürige Mahd und anschließende Beweidung mit Rindern vereinbart.